# Illa Kugong
Kugong és una illa deshabitada del grup de les illes Belcher, la més occidental del grup, a la badia de Hudson. Administrativament pertany a la regió de Qikiqtaaluk de Nunavut, Canadà. Té una superfície de 321 km² i un perímetre de 184 quilòmetres. Juntament amb les illes Flaherty, Tukarak i Innetalling són les quatre illes grans del grup. Les llebres polars són comunes a l'illa.